# Timo Rautiainen (copilote)
Pour les articles homonymes, voir Timo Rautiainen.

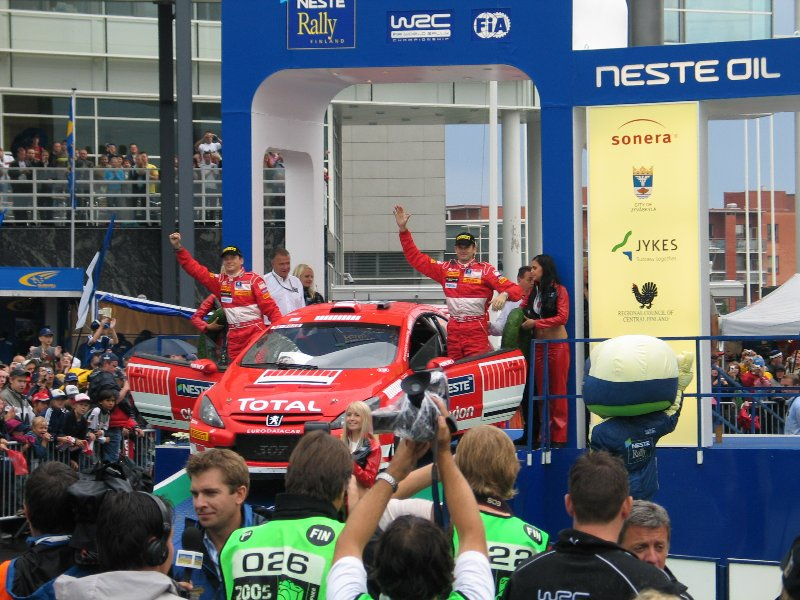
M. Grönholm et T. Rautiainen au rallye de Finlande en 2005.

Timo Rautiainen est né le 13 novembre 1964 en Finlande.
Il est copilote de rallye, notamment de Marcus Grönholm avec qui il gagnera deux titres de champion du monde des rallyes en 2000 et 2002. Il compte une trentaine de victoires en championnat du monde des rallyes, toutes acquises avec Marcus Grönholm.

## Palmarès

### Titres
| Saison | Titre                                       | Voiture                                    |
| ------ | ------------------------------------------- | ------------------------------------------ |
| 1996   | Champion de Finlande des rallyes (groupe A) | Toyota Celica GT-Four                      |
| 1997   | Champion de Finlande des rallyes (groupe A) | Toyota Celica GT-Four                      |
| 1998   | Champion de Finlande des rallyes (groupe A) | Toyota Celica GT-Four / Toyota Corolla WRC |
| 2000   | Champion du monde des rallyes               | Peugeot 206 WRC                            |
| 2002   | Champion du monde des rallyes               | Peugeot 206 WRC                            |

### Victoires en rallye

#### Victoires en championnat d'Europe des rallyes
| # | Saison | Rallye              | Pays     | Copilote        | Voiture                 |
| - | ------ | ------------------- | -------- | --------------- | ----------------------- |
| 1 | 1996   | 31e Rallye Arctique | Finlande | Timo Rautiainen | Toyota Celica Turbo 4WD |
| 2 | 1997   | 32e Rallye Arctique | Finlande | Timo Rautiainen | Toyota Celica GT-Four   |
| 3 | 1998   | 33e Rallye Arctique | Finlande | Timo Rautiainen | Toyota Celica GT-Four   |

#### Victoires en championnat du monde des rallyes
| #  | Saison | Rallye                         | Pays             | Copilote        | Voiture              |
| -- | ------ | ------------------------------ | ---------------- | --------------- | -------------------- |
| 1  | 2000   | 49e Rallye de Suède            | Suède            | Timo Rautiainen | Peugeot 206 WRC      |
| 2  | 2000   | 30e Rallye de Nouvelle-Zélande | Nouvelle-Zélande | Timo Rautiainen | Peugeot 206 WRC      |
| 3  | 2000   | 50e Rallye de Finlande         | Finlande         | Timo Rautiainen | Peugeot 206 WRC      |
| 4  | 2000   | 13e Rallye d'Australie         | Australie        | Timo Rautiainen | Peugeot 206 WRC      |
| 5  | 2001   | 51e Rallye de Finlande         | Finlande         | Timo Rautiainen | Peugeot 206 WRC      |
| 6  | 2001   | 14e Rallye d'Australie         | Australie        | Timo Rautiainen | Peugeot 206 WRC      |
| 7  | 2001   | 57e Rallye de Grande-Bretagne  | Royaume-Uni      | Timo Rautiainen | Peugeot 206 WRC      |
| 8  | 2002   | 51e Rallye de Suède            | Suède            | Timo Rautiainen | Peugeot 206 WRC      |
| 9  | 2002   | 30e Rallye de Chypre           | Chypre           | Timo Rautiainen | Peugeot 206 WRC      |
| 10 | 2002   | 52e Rallye de Finlande         | Finlande         | Timo Rautiainen | Peugeot 206 WRC      |
| 11 | 2002   | 32e Rallye de Nouvelle-Zélande | Nouvelle-Zélande | Timo Rautiainen | Peugeot 206 WRC      |
| 12 | 2002   | 15e Rallye d'Australie         | Australie        | Timo Rautiainen | Peugeot 206 WRC      |
| 13 | 2003   | 52e Rallye de Suède            | Suède            | Timo Rautiainen | Peugeot 206 WRC      |
| 14 | 2003   | 33e Rallye de Nouvelle-Zélande | Nouvelle-Zélande | Timo Rautiainen | Peugeot 206 WRC      |
| 15 | 2003   | 23e Rallye d'Argentine         | Argentine        | Timo Rautiainen | Peugeot 206 WRC      |
| 16 | 2004   | 54e Rallye de Finlande         | Finlande         | Timo Rautiainen | Peugeot 307 WRC      |
| 17 | 2005   | 55e Rallye de Finlande         | Finlande         | Timo Rautiainen | Peugeot 307 WRC      |
| 18 | 2005   | 5e Rallye du Japon             | Japon            | Timo Rautiainen | Peugeot 307 WRC      |
| 19 | 2006   | 74e Rallye Monte-Carlo         | Monaco           | Timo Rautiainen | Ford Focus RS WRC 06 |
| 20 | 2006   | 55e Rallye de Suède            | Suède            | Timo Rautiainen | Ford Focus RS WRC 06 |
| 21 | 2006   | 53e Rallye de l'Acropole       | Grèce            | Timo Rautiainen | Ford Focus RS WRC 06 |
| 22 | 2006   | 56e Rallye de Finlande         | Finlande         | Timo Rautiainen | Ford Focus RS WRC 06 |
| 23 | 2006   | 7e Rallye de Turquie           | Turquie          | Timo Rautiainen | Ford Focus RS WRC 06 |
| 24 | 2006   | 36e Rallye de Nouvelle-Zélande | Nouvelle-Zélande | Timo Rautiainen | Ford Focus RS WRC 06 |
| 25 | 2006   | 62e Rallye de Grande-Bretagne  | Royaume-Uni      | Timo Rautiainen | Ford Focus RS WRC 06 |
| 26 | 2007   | 56e Rallye de Suède            | Suède            | Timo Rautiainen | Ford Focus RS WRC 06 |
| 27 | 2007   | 4e Rallye de Sardaigne         | Italie           | Timo Rautiainen | Ford Focus RS WRC 06 |
| 28 | 2007   | 54e Rallye de l'Acropole       | Grèce            | Timo Rautiainen | Ford Focus RS WRC 06 |
| 29 | 2007   | 57e Rallye de Finlande         | Finlande         | Timo Rautiainen | Ford Focus RS WRC 07 |
| 30 | 2007   | 37e Rallye de Nouvelle-Zélande | Nouvelle-Zélande | Timo Rautiainen | Ford Focus RS WRC 07 |